# Paolo Francesco Parenti
Paolo Francesco Parenti (Napoli, 15 settembre 1764 – Parigi, 1821) è stato un compositore e insegnante di canto italiano.

## Biografia
Si formò musicalmente presso il Conservatorio della Pietà dei Turchini di Napoli, dove studiò contrappunto sotto Nicola Sala, armonia e accompagnamento con Lorenzo Fago e probabilmente canto con La Barbara; inoltre, come riferitoci da Villarosa, egli ricevette dei consigli da Traetta per lo stile ideale (prima della partenza di quest'ultimo per Venezia) e prese la musica del compositore pugliese come sua guida. Debuttò come operista nella città partenopea probabilmente prima del 1783 con l'opera buffa La vendemmia. Proseguì quest'attività compositiva mettendo in scena sue produzioni in altre città italiane, sebbene diverse sue opere non risultano essere mai state rappresentate. Tra queste si ricorda in particolare Il matrimonio per fanatismo che riscosse un notevole successo a Roma.
Nel 1790 si stabilì a Parigi, dove il suo primo compito fu di effettuare delle aggiunte a una ripresa de La rencontre imprévue di Gluck, che venne data il 1º maggio di quell'anno all'Opéra-Comique come Les fous de Médine. In seguito Parenti compose altri quattro lavori comici per il Théâtre Italien.

## Composizioni

### Opere
- La vendemmia (opera buffa, prima del 1783, Napoli)
- La Nitteti (opera seria, libretto di Pietro Metastasio, 1783, Firenze)
- Il matrimonio per fanatismo (opera buffa, prima del 1790, Roma)
- Les deux portraits (opéra-comique, libretto di C.-J.L. d'Avrigny, 1790, Parigi)
- L'homme et le malheur (opéra-comique, libretto di C.-J.L. d'Avrigny, 1793, Parigi)
- Le cri de la patrie (opéra-comique, libretto di G. Moussard, 1793, Parigi)

#### Opere non rappresentate
- I viaggiatori felici (opera buffa)
- Antigono (opera seria, libretto di Pietro Metastasio)
- Il re pastore (opera seria, libretto di Pietro Metastasio)
- Artaserse (opera seria, libretto di Pietro Metastasio)
- Philomedia, ou L'art di chanter

### Altri lavori
- Credo per 4 voci e strumenti
- 2 litanie per 4 voci e strumenti
- Magnificat per 4 voci e strumenti